# Habitatge al carrer Palau, 6 (Rupit)
L'Habitatge al carrer Palau, 6 és una casa de Rupit i Pruit (Osona) inclosa a l'Inventari del Patrimoni Arquitectònic de Catalunya.

## Descripció
Casa entre mitgera i de dos trams. És coberta a dues vessants amb el carener paral·lel a la façana, orientada a tramuntana. Consta de planta baixa i dos pisos. A la planta baixa presenta un portal rectangular (amb la data 1660) amb una finestra al costat; al primer pis dues finestretes amb els ampits motllurats i al segon un gran balcó amb baranes de fusta que es comunica amb la casa mitjançant un portal i una finestra. El balcó s'abriga sota un ampli voladís. És construïda en pedra i arrebossada al damunt; els elements de ressalts són de pedra vista.

## Història
Antiga casa mitgera situada al mateix carrer de l'antic palau notarial. Data del segle xvii, moment en què la vila de Rupit experimenta un notable creixement demogràfic, fet molt generalitzat, però que aquí es va veure potenciat per l'establiment de francesos a la vila durant la guerra dels Segadors (1654).